# Beccheria (Firenze)

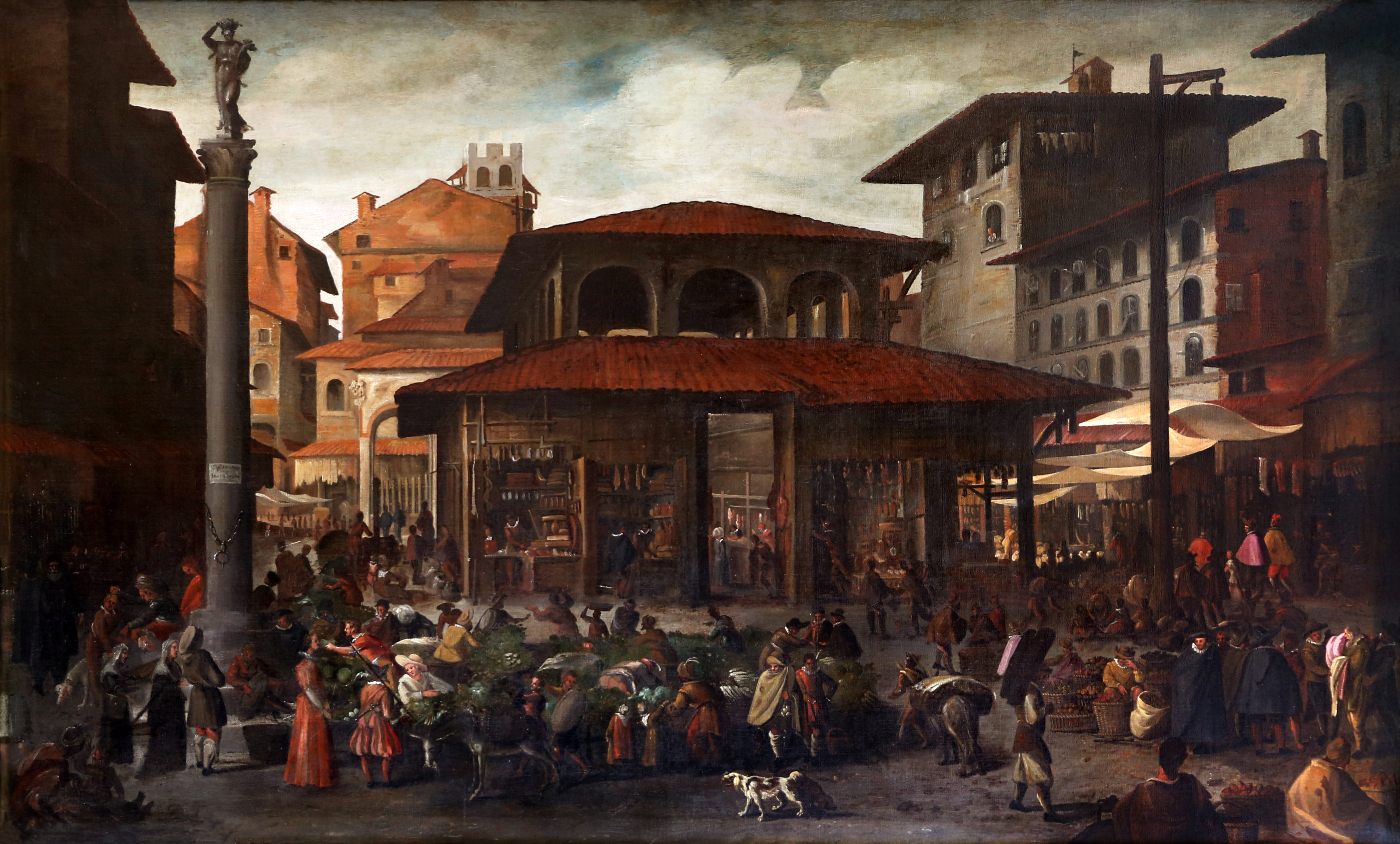
Filippo Napoletano (attr.), Piazza del Mercato Vecchio a Firenze, 1600-30 circa, Fondazione della Cassa di Risparmio di Firenze

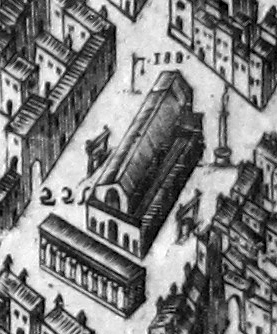
Beccheria e Mercato Vecchio nella pianta del Buonsignori

La Beccheria era il più antico edificio stabile, sopravvissuto fino al 1881, in Mercato Vecchio a Firenze. Risaliva al XIV secolo ed era una loggia in cui si macellavano e si vendevano le carni. Attorno alla Beccheria si estendeva una serie di piccoli edifici destinati a botteghe-laboratorio, che era detta la "corona" o "ghirlanda" e che componeva il fitto cuore commerciale della città medievale.

## Storia e descrizione

Stradano, Veduta di Mercato Vecchio (a destra si vede la Beccheria), palazzo Vecchio, sala di Gualdrada

Il nome "beccheria", sinonimo di macelleria, derivava dalla professione del beccaio e a sua volta dal becco, un modo di chiamare il caprone che nel medioevo, più del bovino, era una delle principali carni di consumo. La realizzazione di un edificio destinato all'attività dei beccai nella principale zona di mercato cittadino avvenne per iniziativa del Comune a metà del XIV secolo, secondo una notizia riportata nel contemporaneo poemetto Le proprietà di Mercato Vecchio di Antonio Pucci. 
Si trattava di una grande aula coperta a capriate e dotata di una parte centrale sopraelevata e aperta in alto mediante finestroni ad arco, per garantirne l'aerazione. L'accesso avveniva tramite due aperture centrali nei lati brevi e all'esterno, lungo i lati lunghi, correvano due porticati coperti da tettoie che poggiavano sui tipici pilastri a foglie d'acqua trecenteschi. Nel tempo lo spazio interno era stato ridotto a quattro o cinque vani irregolari, e quello esterno chiuso da pareti divisorie in botteghe che avevano alterato la struttura originaria, con nuove coperture a livelli diversi, e aperture private verso i vani interni. Verso il 1720 l'edificio era stato riordinato, demolendo le sovrastrutture interne e ricreando dei banchi in muratura per dotati di scolo per la macellazione e la vendita al dettaglio che, secondo un progetto in una pianta del 1697, erano diventati sedici in totale, disposti in due ordinate file di otto. A quel tempo l'antico pozzo medievale della piazza del Mercato era stato sostituito da due pozzi all'altezza del centro lati lunghi della Beccheria.
Della Beccheria esistono alcune testimonianze iconografiche in due dipinti con vedute del mercato attribuiti a Filippo Napoletano o alla sua scuola (uno nella collezione della cassa di Risparmio di Firenze e uno in collezione privata), in un affresco riferito allo Stradano (1563) nella Sala di Gualdrada in palazzo Vecchio e in alcune piante e disegni. Non ne esiste invece documentazione fotografica, poiché fu il primo edificio ad essere demolito in Mercato Vecchio, nel dicembre 1881, e solo dopo si sollevarono le polemiche sulle "picconate" che portarono a una maggiore consapevolezza della memoria che si andava perdendo.
La demolizione della Beccheria era prevista fin dal piano regolatore del 20 marzo 1866, piano che originariamente prevedeva la demolizione dei soli edifici del mercato a eccezione della loggia del Pesce, e venne avallata con il termine dei lavori al nuovo Mercato Centrale nel 1874 e messa in opera, come già detto, a fine del 1881. A quella data il Carocci non aveva ancora organizzato il sistema di catalogazione e raccolta dei frammenti interessanti, ma esiste dell'edificio un alzato e una pianta di Corinto Corinti, pubblicati nei Ricordi di architettura del 1883. L'unica foto che ritrae, marginalmente, il lato posteriore della Beccheria visto da una sgomberata loggia del Pesce è di Brogi (n. 5629).

### La corona di Mercato Vecchio

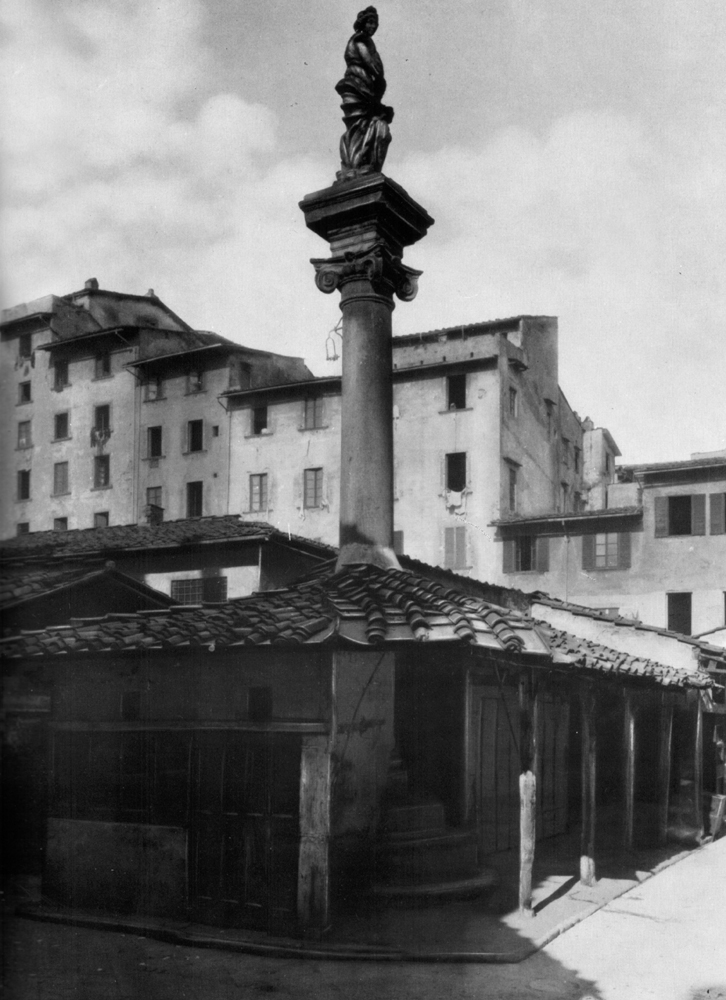
La colonna dell'Abbondanza inglobata nelle botteghe della "corona di Mercato Vecchio", in una foto del 1881.

In tutte le vedute di Mercato Vecchio del XIX secolo, anteriori alle demolizioni, quello che si vede sono essenzialmente gli edifici della cosiddetta "corona" (o "ghirlanda") che circondavano e nascondevano la Beccheria stessa. Si trattava di piccole botteghe a un piano, talvolta dotate di una soprealevazione usata come abitazione dei bottegai o come magazzino, in cui venivano essenzialmente venduti i prodotti alimentari, recati giornalmente in città dagli ambulanti e dai contadini. Queste botteghe componevano un fitto e disordinato insieme urbano, rivelante la sua origine "spontanea", cioè legata all'iniziativa dei singoli piccoli bottegai, i quali dovevano aver costruito, nei secoli, strutture in muratura che avevano sostituito strutture semipermanenti in legno o altri materiali, tollerate dalle autorità, per garantirsi una presenza fissa sulla piazza commerciale, un po' come era avvenuto sul ponte Vecchio. In un documento del 1467 viene infatti ricordato un incendio che aveva distrutto parte delle "botteghe della ghirlanda di Mercato Vecchio", ricostruite in legno d'abete sotto la supervisione degli Ufficiali di Torre. Le principali strutture della corona sono visibili nelle piante tra XVII e XVIII secolo, ma risultano omesse, probabilmente per una sorta di "decoro", nelle citate vedute pittoriche della Beccheria e del Mercato Vecchio. 
Nel 1773 venne emesso un bando, ricordato da una lapide, che vietava la sopraelevazione delle botteghe. Alcune di queste strutture incorporavano materiale di spoglio, come una bottega sul lato del ghetto che presentava due colonne con capitelli corinzi quattrocenteschi, salvati e oggi conservati nel deposito del lapidario del Museo di San Marco. 
Le strette vie che restavano sgombre nella piazza, tra le botteghe della corona e la loggia del Pesce, erano dette su una pianta del 1763: corso dei Barberi (sud), via Romana (ovest, lato via Roma), via del Mercato Vecchio o dei Civaioli (i venditori di granaglie e legumi - nord, lato Ghetto) e via della Pescheria (est, lato portici). La colonna dell'Abbondanza segnava l'angolo sud-est della corona, ed era pure inglobata in un edificio commerciale, come si vede in una foto del 1881. All'angolo opposto, sempre lungo il lato est, si trovava la forca su cui si davano i tratti di fune.